# Anja Heiner-Møller
Anja Heiner-Møller (* 11. Mai 1978 als Anja Møller) ist eine ehemalige dänische Fußballspielerin.

## Karriere

### Vereine
Møller spielte im Seniorinnenbereich zunächst von 2000 bis 2001 für Hillerød GI. In der 3F Ligaen, der seinerzeit höchsten Spielklasse im dänischen Frauenfußball, kam sie anschließend von 2001 bis 2003 für die Frauenfußballabteilung des Odense BK zum Einsatz und trug zu zwei Meisterschaften in Folge bei. In ihren letzten beiden Spielzeiten 2003 und 2004 war sie für Brøndby IF aktiv. Mit ihrem letzten Verein gewann sie 2003 die Meisterschaft und 2004 das Double.

### Nationalmannschaft
Als Nationalspielerin debütierte sie in der U17-Nationalmannschaft, für die sie alle sieben Länderspiele im Jahr 1994 bestritt. Ihren ersten Einsatz hatte sie in einem Freundschaftsspiel gegen die U17-Nationalmannschaft Schwedens, das am 2. Mai in Rødovre mit 1:0 gewonnen wurde.
Für die U21-Nationalmannschaft bestritt sie mit 30 Länderspielen die meisten. Sie debütierte am 16. Juli 1995 in Randers beim 1:1-Unentschieden gegen die U21-Nationalmannschaft Deutschlands. Bis zum 25. Juli 1999 bestritt sie weitere zehn Freundschaftsspiele, das letzte in Königs Wusterhausen beim 2:0-Sieg erneut über die U21-Nationalmannschaft Deutschlands. Die anderen 20 Länderspiele bestritt sie bei fünf Teilnahmen (1995, 1996, 1997, 1998, 1999) an Turnieren um den „Open Nordic Cup“ die als Alternativen zum Turnier um die (seit 1982 nicht mehr durchgeführte) Nordische Meisterschaft ausgetragen wurden, berücksichtigt.
Ihre sieben A-Länderspiele bestritt sie im Zeitraum vom 22. August 1999 bis zum 30. September 2001, von denen vier gewonnen und drei verloren wurden. Ihr Debüt für die A-Nationalmannschaft gab sie bei der 0:1-Niederlage im Freundschaftsspiel gegen die A-Nationalmannschaft Englands in Odense. Zwei weitere in Freundschaft ausgetragene Länderspiele endeten gegen die Nationalmannschaften der Niederlande und Englands jeweils mit einem 3:0-Sieg. Im Turnier um den Algarve-Cup 2000 wurde sie einzig im zweiten Spiel der Gruppe A bei der 1:2-Niederlage gegen die US-amerikanische Nationalmannschaft eingesetzt. So auch im letzten Spiel der Gruppe B beim 1:0-Sieg über die Nationalmannschaft Norwegens. Ihre letzten beiden Einsätze für den DBU bestritt sie mit den ersten beiden Spielen der WM-Qualifikationsgruppe 2 in der Klasse A (Europäische Zone / UEFA).

## Erfolge
Nationalmannschaft
- Dritter Europameisterschaft 1993

Brøndby IF
- Dänischer Meister 2003, 2004
- Dänischer Pokalsieger 2004

Odense BK
- Dänischer Meister 2000, 2001